# Sporza
Sporza est le label des émissions sportives du groupe Vlaamse Radio- en Televisieomroep en radio, télévision, web et multimédia. En télévision, Sporza émet ses programmes sur één, Canvas et le troisième canal de la VRT.
À l'origine, Sporza était une chaîne de télévision à part entière. Créée le 31 mai 2004 à l’occasion des Jeux olympiques d’Athènes, Sporza occupa un canal propre pendant 96 jours (du 31 mai au 3 septembre 2004) avant de perdre ce canal. Depuis, elle diffuse ses programmes dans des fenêtres spécifiques sur les trois canaux de télévision de la VRT en fonction des évènements sportifs.